# Садовое (Чуйский район)
Садовое (кирг. Садовой) — село в Чуйском районе Чуйской области Кыргызстана. Административный центр Чуйского аильного округа. Код СОАТЕ — 41708 223 863 03 0.

## География
Село расположено в северной части области, в Чуйской долине, на расстоянии приблизительно 4 километров (по прямой) к юго-востоку от города Токмак, административного центра района. Абсолютная высота — 1047 метров над уровнем моря.

## Население
| год     | 2009 | 2014 | 2015 |
| ------- | ---- | ---- | ---- |
| человек | 1373 | 1850 | 1722 |